# بريتاني روجرز
بريتاني روجرز هي لاعبة جمباز فني كندية، ولدت في 8 يونيو 1993 في نيو ويستمينيستر في كندا.

## وصلات خارجية
- بريتاني روجرز على موقع الاتحاد الدولي للجمباز (licence) (الإنجليزية)
- بريتاني روجرز على موقع الاتحاد الدولي للجمباز (biography) (الإنجليزية)
- بريتاني روجرز على موقع أوليمبيديا (الإنجليزية)
- بريتاني روجرز على موقع اللجنة الأولمبية الكندية (الإنجليزية)